# Société internationale d'urologie
La Société internationale d'urologie est une société savante d’urologie fondée en 1907 à Paris par Félix Guyon. Depuis 1999, son siège social est à Montréal.